# سبينون
سبينون هو أحد أشباه الجسيمات الثلاثة (مع هولون وأوربتون) التي ينقسم إليها الإلكترون خلال عملية فصل الشحنة-اللف عندما يحصر في درجة حرارة قريبة من الصفر المطلق. نظريا يمكن اعتبار الإلكترون بأنه في حالة مقيدة بين الثلاث، حيث السبينون يحمل لف الإلكترون والأوربتون يحمل موقعه المداري والهولون يحمل الشحنة. ولكن في حالات معينة بإمكانهم أن يتحرروا ويتصرفوا كجسيمات مستقلة.

## نظرة عامة
الإلكترونات كما الشحنة تنفر من بعضها البعض. لذا فعندما يتحركوا مع بعضهم البعض في بيئة مزدحمة للغاية، فأنهم يجبروا على تعديل سلوكهم. وأظهر البحث الذي نشرته كلا من جامعة كامبردج وجامعة برمنغهام في انكلترا في يوليو 2009 أن الإلكترونات يمكن أن تقفز إلى ماوراء بعضها البعض خلال نفق ميكانيكا الكم، ولكي تفعل ذلك فإنها تنفصل إلى جسيمين، أسماهما الباحثون بسبينيون وهولون.
أما الأوربتون فقد تنبأ به نظريا كل من العالم فان دن برينك وخومسكي و ساواتزكي في 1997-1998. واعتبرت الملاحظة التجريبية أنه شبه جسيم منفصل ونشرته في رسالة في سبتمبر 2011. وحدد البحث أنه عند اطلاق حزمة من فوتونات الأشعة السينية على إلكترون مفرد في عينة ذات بعد واحد من كوبرات سترونتيوم مما يثير الإلكترون إلى مدار أعلى فيسبب أن تفقد الحزمة جزءا من احتياجاتها من الطاقة في تلك العملية ثم تعود فتتقيد. خلال تلك العملية ينفصل الإلكترون إلى سبينون وإوربتون.